# Opypy
Opypy (prononciation : [ɔˈpɨpɨ]) est un village polonais de la gmina de Grodzisk Mazowiecki dans le powiat de Grodzisk Mazowiecki de la voïvodie de Mazovie dans le centre-est de la Pologne.
Il se situe à environ 5 kilomètres à l'est de Grodzisk Mazowiecki (siège du powiat) et à 26 kilomètres au sud-ouest de Varsovie (capitale de la Pologne).
Le village compte 826 habitants en 2011.

## Histoire
De 1975 à 1998, le village appartenait administrativement à la voïvodie de Varsovie.